# 금꿩의다리

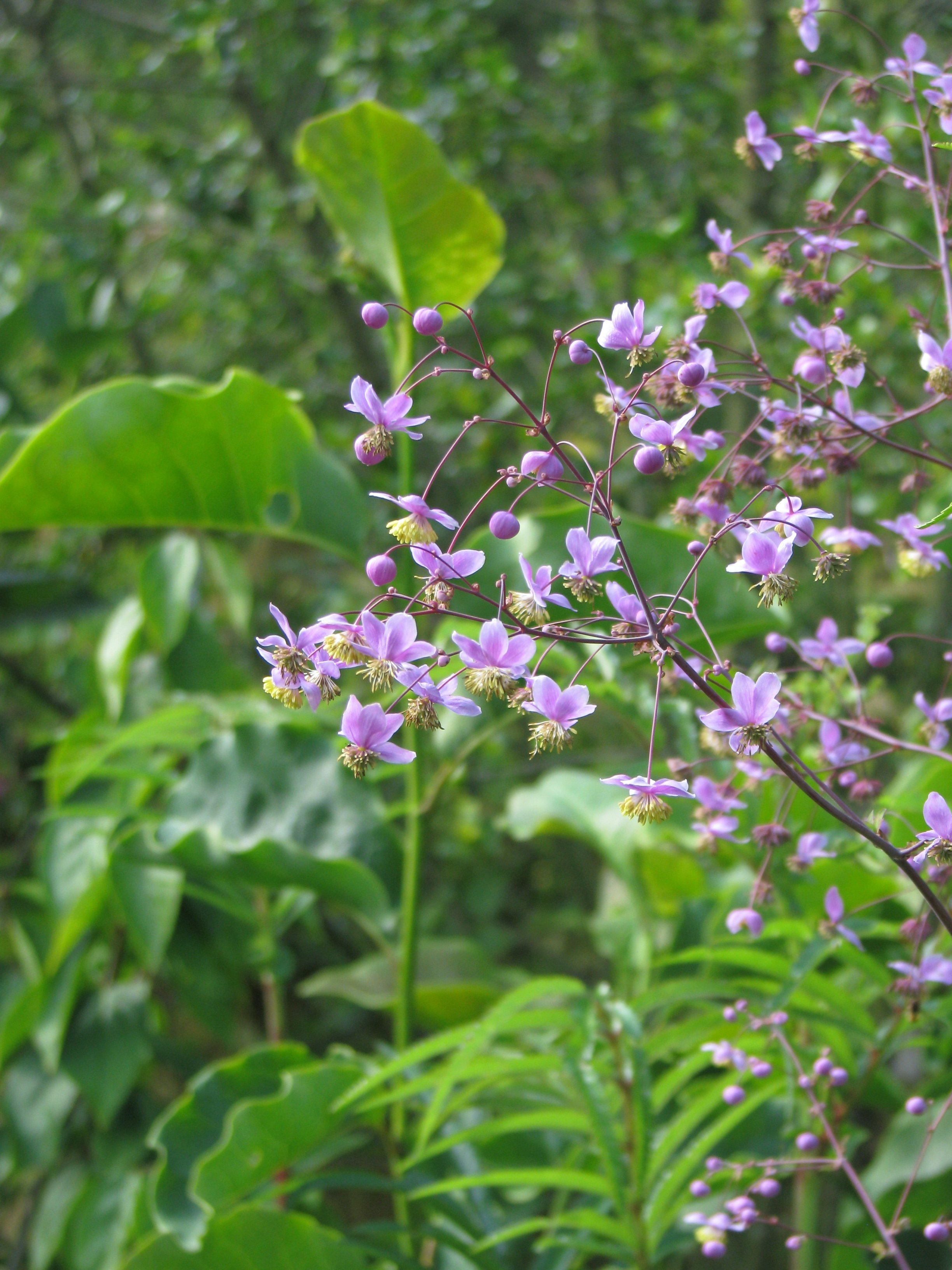

금꿩의다리는 한국 고유의 특산식물로, 제주도를 제외한 한국 산지의 풀밭에서 자생하는 내한성, 내습성, 내음성이 강한 여러해살이풀이다. 마디가 꿩의 다리를 닮았다고 해서 ‘꿩의다리’라고 한다.

## 이름
꽃잎은 퇴화하고 진한 노란색 수술이 대량으로 한데 모여있는 모습이 금술 같아 보인다고 하여 붙여진 이름이다.

## 특징
키가 보통 120cm 이상 자라는데, 240cm까지 크는 것도 있다. 줄기는 곧게 자라며 줄기에서 잎자루가 서너 개씩 깃 모양으로 갈라져 나온다. 각각의 잎자루에 둔한 톱니가 있는 작은 잎이 세장씩 달려 잎이 많지만, 잎이 크지 않고 잎자루가 길기 때문에 전체적으로 잎이 많다고 느껴지지 않는다. 꽃은 7-8월에 피고, 꽃받침과 꽃잎이 잘 구분되지 않아 모두 꽃잎 같아 보인다. 화피는 연보라색이며 수술대와 꽃밥은 노란색이다.

## 이용
식용, 약용, 조경 및 분재 소재로 두루 이용한다. 연하게 올라온 새싹을 삶아 나물로 먹는다. 쓴맛이 강하고 독성분도 있으므로 삶은 다음 충분히 우려내 먹어야 한다. 열을 내리고 폐혈이나 기침, 인후염, 황달, 이질 등에 효과가 있다고 하지만 몸이 냉한 사람에게는 오히려 역효과가 나는 것으로 알려져 있다.